# International Volleyball Challenger 2011
International Volleyball Challenger 2011 – turniej towarzyski w piłce siatkowej mężczyzn, który odbył się w dniach 13-19 lipca 2011 roku w Chińskiej Republice Ludowej w ramach przygotowań do Mistrzostw Azji 2011. Turniej rozgrywany był systemem kołowym. Drużyny zagrały ze sobą po dwa spotkania. Pierwsza część turnieju rozgrywana była w Taicang, druga natomiast w Zhenjiang.
Przed rozpoczęciem turnieju 11 lipca w Taicang Chiny i Iran rozegrały ze sobą spotkanie decydujące o tym, która z drużyn zagra w eliminacjach do Ligi Światowej 2012. Mecz zakończył się zwycięstwem Chin 3:1 (25:22, 22:25, 25:18, 25:19).

## Drużyny uczestniczące
| Reprezentacja | Ranking FIVB |
| ------------- | ------------ |
| Australia     | 27. miejsce  |
| Chiny         | 12. miejsce  |
| Iran          | 19. miejsce  |
| Kazachstan    | 32. miejsce  |

## Turniej w Taicang

### Tabela
| Lp. | Drużyna    | Pkt | Mecze | Mecze | Mecze | Małe punkty | Małe punkty | Małe punkty | Sety | Sety | Sety  |
| Lp. | Drużyna    | Pkt | M     | W     | P     | zdob.       | str.        | ratio       | wyg. | prz. | ratio |
| --- | ---------- | --- | ----- | ----- | ----- | ----------- | ----------- | ----------- | ---- | ---- | ----- |
| 1   | Chiny      | 6   | 3     | 3     | 0     | 225         | 171         | 1.316       | 9    | 0    | MAX   |
| 2   | Australia  | 5   | 3     | 2     | 1     | 244         | 239         | 1.021       | 6    | 5    | 1.200 |
| 3   | Iran       | 4   | 3     | 1     | 2     | 251         | 272         | 0.923       | 5    | 7    | 0.714 |
| 4   | Kazachstan | 3   | 3     | 0     | 3     | 202         | 240         | 0.842       | 1    | 9    | 0.111 |

Źródło: asianvolleyball.org
Zasady ustalania kolejności: 1. liczba zdobytych punktów; 2. wyższy stosunek małych punktów; 3. wyższy stosunek setów.
Punktacja: zwycięstwo – 2 pkt; porażka – 1 pkt

### Wyniki spotkań
| 13.07.2011 | Chiny | 3:0 (25:16, 25:18, 25:21) | Kazachstan |

| 13.07.2011 | Australia | 3:2 (25:21, 21:25, 23:25, 25:21, 15:13) | Iran |

| 14.07.2011 | Chiny | 3:0 (25:14, 25:20, 25:23) | Australia |

| 14.07.2011 | Iran | 3:1 (25:21, 12:25, 25:20, 25:22) | Kazachstan |

| 15.07.2011 | Chiny | 3:0 (25:23, 25:22, 25:14) | Iran |

| 15.07.2011 | Australia | 3:0 (25:16, 25:17, 28:26) | Kazachstan |

## Turniej w Zhenjiang

### Tabela
| Lp. | Drużyna    | Pkt | Mecze | Mecze | Mecze | Małe punkty | Małe punkty | Małe punkty | Sety | Sety | Sety  |
| Lp. | Drużyna    | Pkt | M     | W     | P     | zdob.       | str.        | ratio       | wyg. | prz. | ratio |
| --- | ---------- | --- | ----- | ----- | ----- | ----------- | ----------- | ----------- | ---- | ---- | ----- |
| 1   | Iran       | 5   | 3     | 2     | 1     | 284         | 262         | 1.084       | 8    | 5    | 1.600 |
| 2   | Chiny      | 5   | 3     | 2     | 1     | 284         | 280         | 1.014       | 7    | 6    | 1.167 |
| 3   | Australia  | 4   | 3     | 1     | 2     | 251         | 260         | 0.965       | 5    | 7    | 0.714 |
| 4   | Kazachstan | 4   | 3     | 1     | 2     | 285         | 302         | 0.944       | 6    | 8    | 0.750 |

Źródło: asianvolleyball.org
Zasady ustalania kolejności: 1. liczba zdobytych punktów; 2. wyższy stosunek małych punktów; 3. wyższy stosunek setów.
Punktacja: zwycięstwo – 2 pkt; porażka – 1 pkt

### Wyniki spotkań
| 17.07.2011 | Australia | 3:1 (25:19, 25:21, 17:25, 25:17) | Chiny |

| 17.07.2011 | Iran | 3:2 (21:25, 25:17, 23:25, 25:23, 15:4) | Kazachstan |

| 18.07.2011 | Chiny | 3:1 (25:22, 25:22, 21:25, 25:21) | Kazachstan |

| 18.07.2011 | Iran | 3:0 (27:25, 25:20, 25:17) | Australia |

| 19.07.2011 | Chiny | 3:2 (25:22, 25:14, 22:25, 19:25, 15:12) | Iran |

| 19.07.2011 | Kazachstan | 3:2 (25:18, 25:17, 16:25, 20:25, 15:12) | Australia |

## Tabela
| Lp. | Drużyna    | Pkt | Mecze | Mecze | Mecze | Małe punkty | Małe punkty | Małe punkty | Sety | Sety | Sety  |
| Lp. | Drużyna    | Pkt | M     | W     | P     | zdob.       | str.        | ratio       | wyg. | prz. | ratio |
| --- | ---------- | --- | ----- | ----- | ----- | ----------- | ----------- | ----------- | ---- | ---- | ----- |
| 1   | Chiny      | 11  | 6     | 5     | 1     | 509         | 451         | 1.129       | 16   | 6    | 2.667 |
| 2   | Iran       | 9   | 6     | 3     | 3     | 535         | 534         | 1.002       | 13   | 12   | 1.083 |
| 3   | Australia  | 9   | 6     | 3     | 3     | 495         | 499         | 0.992       | 11   | 12   | 0.917 |
| 4   | Kazachstan | 7   | 6     | 1     | 5     | 487         | 542         | 0.899       | 7    | 17   | 0.412 |

Źródło: asianvolleyball.org
Zasady ustalania kolejności: 1. liczba zdobytych punktów; 2. wyższy stosunek małych punktów; 3. wyższy stosunek setów.
Punktacja: zwycięstwo – 2 pkt; porażka – 1 pkt